# Roedgen
Roedgen är en ort i Luxemburg.   Den ligger i distriktet Luxemburg, i den södra delen av landet, 8 kilometer sydväst om huvudstaden Luxemburg. Roedgen ligger 331 meter över havet och antalet invånare är 337.
Terrängen runt Roedgen är platt.  Runt Roedgen är det ganska tätbefolkat, med 214 invånare per kvadratkilometer.. Närmaste större samhälle är Luxemburg, 8,0 kilometer nordost om Roedgen. 
Omgivningarna runt Roedgen är en mosaik av jordbruksmark och naturlig växtlighet.